# La Chapelle-sur-Loire
La Chapelle-sur-Loire è un comune francese di 1 564 abitanti situato nel dipartimento dell'Indre e Loira nella regione del Centro-Valle della Loira.

## Società

### Evoluzione demografica
Abitanti censiti